# Caso Blanca Filippini
El Caso Blanca Filippini, es un proceso judicial uruguayo iniciado en 2009 y culminado el 12 de febrero de 2020. En el que la familia de la niña Blanca Filipini de 3 años, demanda civilmente a la Salud Pública de Uruguay, por daños y perjuicios, entendiendo que la niña sufrió un caso de mala praxis ocurrido en el Hospital de Salto.

## Contexto
El día 27 de marzo de 2009 Blanca Gladys Filipini Lafuente de entonces 3 años sufría de fiebre, malestar y dolor abdominal. Fue llevada por sus padres, Omar Filipini y su madre al Hospital de Salto, donde fue atendida de urgencia.
El médico que atendió a la niña le diagnosticó gripe y le dio de alta sin ordenar estudios para descartar apendicitis.
La familia fue por segunda vez al otro día al hospital y fue dada de alta por una practicante sin la autorización de un pediatra de guardia. 
Filippini fue una tercera vez al tercer día al hospital y otros médicos le diagnosticaron peritonitis, con una infección generalizada. Fue intervenida de urgencia y finalmente derivada al CTI de niños con una infección generalizada.
La intervención derivó en la amputación de sus piernas, parte de su brazo izquierdo y dos dedos de su mano derecha.

## Instancias
El caso tuvo varias instancias.
En 2009, la niña comienza su tratamiento en el centro de rehabilitación infantil Teletón Uruguay. El juez Massita citó a declarar al personal de salud del hospital que asistió a Blanca Filippini.
En septiembre de 2013, se le realiza una operación en el Hospital Pereira Rossell para que pueda usar prótesis.
El 30 de diciembre de 2021, celebra sus 15 años con una fiesta familiar y afectos. Pudo bailar el vals de quince gracias al uso de unas prótesis.

## Sentencia
La justicia uruguaya falló dos veces a favor de la Familia Filipini, comprobando la existencial de mala praxis. El 12 de febrero de 2020 condenó a la Administración de los Servicios de Salud del Estado (ASSE) al pago de una indemnización por daño moral y daño emergente futuro por un monto de dinero que la adolescente Blanca usará para sus tratamientos y prótesis. 
En febrero de 2021 el fallo sería impugnado por ASSE ante la Suprema Corte de Justicia, pero se comunicaron con el abogado de la Familia Filipini para cumplir la sentencia y ponerle fin al dividendo.
Esto fue corroborado por el abogado de la Familia de Filippini, Pablo Perna confirmando que se acordó el pago de la indemnización con ASSE.
Blanca debió ser operada en 25 oportunidades y todavía le quedan otras cuando tenga la mayoría de edad. En el 2020 cursa sus estudios secundarios en un liceo público, aspira a seguir estudiando, poder ir a la facultad y recibirse de abogada.

"Tengo el sueño de ser abogada, de seguir luchando con mi papá, mis hermanos y conocer al presidente (Luis Lacalle Pou)"
Blanca Filippini, febrero de 2021.